# André Barelier
André Barelier né le 25 mai 1934 à Plan-de-Cuques et mort le 16 avril 2021 à Paris est un sculpteur français.

## Biographie
Fils d'ébéniste, André Barelier entre en apprentissage dans l'atelier du sculpteur Louis Botinelly. En 1953 il est admis à l'École nationale supérieure des beaux-arts de Marseille. En 1961 il obtient le prix de Rome de sculpture ex-æquo avec Georges-Maurice Dyens (es). À son retour à Paris il est nommé professeur de dessin aux Beaux-Arts de Paris de 1968 à 1982.

## Œuvres
À l'instar de Masson[Lequel ?], il s'intéresse à la vie quotidienne urbaine, moins aux foules qu'aux individus saisis dans leur attitude banale.
- La Défense, faubourg de l'Arche de la Défense : Le Téléphone, 1999.